# Pyrausta terricolalis
Pyrausta terricolalis là một loài bướm đêm trong họ Crambidae.